# Heeckeren

Wappen derer von Heeckeren

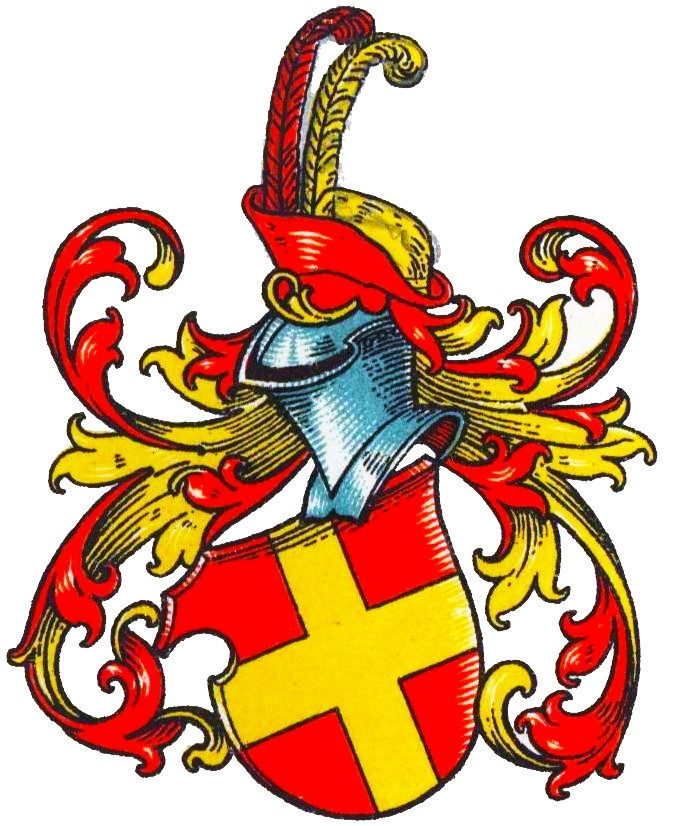
Wappen derer von Heckeren im Wappenbuch des Westfälischen Adels

Heeckeren (auch Heekeren oder Hekeren) ist der Name eines Adelsgeschlechts aus dem Herzogtum Geldern.

## Geschichte
Der bekannteste der Herren van Heeckeren war Friedrich (circa 1295–1357), Herr von der Ehze, einem Landgut, das rund zehn Kilometer östlich von Zutphen in der heutigen Gemeinde Gorssel liegt. Friedrich war Ratsherr von Herzog Rainald II. Im Jahre 1348 geriet er auf Kriegsfuß mit Gysbrecht van Bronkhorst wegen bestimmter Jagd- und anderer Rechte. Er schloss ein Bündnis mit Johann von Arkel, Bischof von Utrecht. Gysbrecht van Bronkhorst hingegen verbündete sich mit dem Herzog Rainald. Da dessen Nachfolger, Rainald III., eine Hegemonie der Bronkhorster fürchtete, schlug er sich auf die Seite Heeckerens. Dies war der Beginn eines sich jahrzehntelang hinschleppenden Konflikts. Die niederländischen Adelsgeschlechter van Voorst und die Grafen von Rechteren-Limpurg stammen von ihm ab.
Die Familie hatte auch einen Burgsitz auf Burg Nienborg im Kreis Ahaus.
Das heutige Adelsgeschlecht mit dem Namen van Heeckeren stammt ab von Jacob van Heker, Herr van Roderlo, der 1440 starb. Wahrscheinlich stammte dieser Ahnherr von älteren Namensträgern van Heeckeren ab, jedoch konnte die Abstammung bisher noch nicht bewiesen werden. Zu diesem jüngeren Geschlecht gehörte Willem van Heeckeren van Kell (1815–1914), der von 1858 bis 1860 niederländischer Außenminister war. 
Von der Familie Van Wassenaer ging das Schloss Twickel bei Delden an die Van Heeckeren van Kell über, die es 1953 in eine Stiftung überführten; die Stiftung wird heute von den Grafen zu Castell-Rüdenhausen administriert.

## Wappen
Wie die Familie von Rechteren führten die Heeckerens im Wappen ein rotes Kreuz auf goldenem Grund.
Abweichend gibt Max von Spießen als Wappen ein goldenes Kreuz in Rot an.